# استرتمیر (نیوجرسی)
استرتمیر (به انگلیسی: Strathmere) یک منطقهٔ مسکونی در ایالات متحده آمریکا است که در شهرستان کیپ می، نیوجرسی واقع شده‌است. استرتمیر ۱٫۹۶۸ کیلومتر مربع مساحت و ۱۵۸ نفر جمعیت دارد و ۱ متر بالاتر از سطح دریا واقع شده‌است.